# Chigozie Agbim
Chigozie Agbim, né le 28 novembre 1984 à Gombe au Nigeria, est un footballeur international nigérian qui évolue au poste de gardien de but.
Il rejoint Enugu Rangers en 2013.

## Biographie

### Carrière
Il commence à jouer au football au Nigeria où il se lance dans une carrière professionnelle.
Il signe un contrat professionnel dans le club de Court of Appeal. Un an plus tard, il signe à Gombe United, où il reste deux ans, avant d'être transféré au Soudan. 
En 2004, il signe dans l'un des deux grands clubs du pays, Al-Merreikh Omdurman. Il retourne au Nigeria après son passage au Soudan, il signe au Nigerian Ports Authority, aujourd'hui Warri Wolves. 
Un an plus tard, il signe à l'Enugu Rangers, avec qui il jouera 3 ans. En 2009, il retourne joué pour Warri Wolves mais en 2013, il rejoint l'Enugu Rangers pour un transfert estimé à 40 000 d'euros.

### Équipe nationale
Il est convoqué pour la première fois par le sélectionneur national Stephen Keshi pour un match amical face à l'Angola le 11 janvier 2012, qui se solde par un score nul et vierge.
Il est troisième gardien de but de l'équipe du Nigeria, avec sept capes en 2012 et 2013.
Il remporte la Coupe d'Afrique des Nations en 2013 comme 3e gardien de but. Il a aussi participé à une Coupe des confédérations en 2013 comme 3e gardien de but.